# 薄疑
薄疑（?—?），战国时期卫国官员。
卫嗣君宠爱泄姬，器重大臣如耳，又怕这两人因受到宠爱器重而敢于欺瞒自己，于是提升大臣薄疑来与如耳匹敌，尊崇魏妃来与泄姬分庭抗礼，说：“用这种方法使他们互相抗衡。”
卫嗣君想加税来聚粮，民众不安，卫嗣君问薄疑，民众非常愚昧，我聚积粮食，是为民众着想。他们自己存粮，与保存在府库里，有什么区别。薄疑说：粮食民众自己保存，国君就不能得到，就不如保存在府库；粮食保存在府库，民众就不能得到，这就不如民众自己保存了。薄疑用王者之术游说卫嗣君，卫嗣君说，卫国是只拥有千辆兵车的小国，希望听取指教。薄疑回答：假如能象乌获那样力举千钧，那么又何况一斤呢。
卫嗣君问薄疑说：“你嫌我卫国小，不值得做官，我有能力让你做官，让你进爵上卿。”给薄疑土地一万顷。薄疑说：“家母认为我能有余力做到大国的相国。但我家有蔡姓老巫婆，家母喜欢并听信她，委托给她家政。我的智力足以议论家事，家母也都听信我。但家母和我商量过的事，还要通过蔡巫婆决定。所以论我的才智，家母认为能有余力担任大国的相国；论亲密关系，我们是母子。但家母还不免要和蔡巫婆商量。现在我和国君，没有母子之亲，而国君身边却都是蔡巫婆之类。国君身边的蔡巫婆，定有权势。有权之人，能够行私。能够行私，可以逍遥法外。而我言讲是按法办事。法外与合法，是对立不相容的。”卫嗣君要去晋国（魏国），想要带薄疑起去。薄疑说要回家请示母亲。卫嗣君亲自去问薄疑之母。薄疑之母说：“薄疑是国君的臣子，国君有意让他随从，很好。”卫君对薄疑说，其母已经答应了。薄疑回家，向母亲说：“卫君爱我和母亲爱我相比如何？”薄疑之母说：“不如我爱你。”薄疑说：“卫君肯定我的能力和母亲肯定我的能力相比如何？”老太太说：“不如我更肯定。”薄疑说：“母亲和我商量家事，已经决定了，还要和占卜的蔡婆商量。现在卫君想让我跟他一起去，虽已和我说定，日后必会和其他如同蔡婆之人去破坏，这样，我就不能长久为臣了。”